# Plac Świętego Piotra

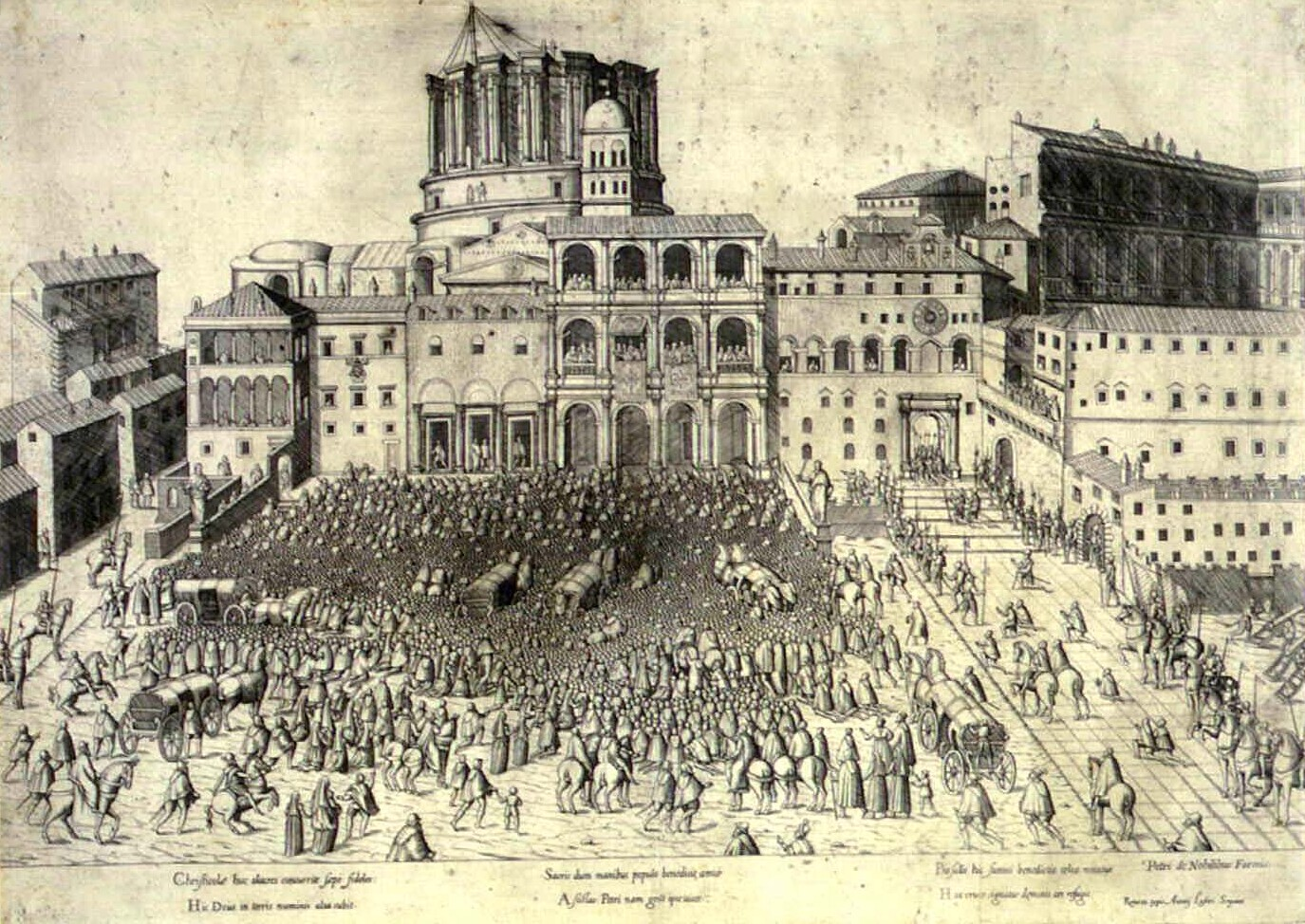
Plac przed przebudową, ok. 1600

Plac świętego Piotra (wł. Piazza San Pietro) – plac znajdujący się przed bazyliką św. Piotra w Watykanie, należący do osi łączącej bazylikę i Via della Conciliazione. Został zaprojektowany w 1656 przez Berniniego jako prostopadły owal, który od strony zachodniej za pośrednictwem części w kształcie trapezu otwiera się na fasadę bazyliki, od strony wschodniej wychodzi na przebitą w latach 30. XX w. Via della Conciliazione.
W 1982 roku papież Jan Paweł II wprowadził zwyczaj ustawiania szopki i choinki przed bazyliką watykańską. Choinką ustawioną na placu w 2023 roku był świerk przywieziony z alpejskiej gminy Macra koło Cuneo w Piemoncie. Drzewko miało ponad 50 lat i zostało udekorowano szarotkami alpejskimi. 
Przed Świętami Bożego Narodzenia w 2024 roku w kolumnadzie Berniniego przy placu św. Piotra wystawiono 125 żłóbków z wielu krajów, w tym także i z Polski. Szopki przywieziono do Watykanu z Muzeum im. Jacka Malczewskiego w Radomiu, Muzeum Wsi Mazowieckiej w Sierpcu i z Wadowic. Radomska szopka została wykonana z ceramiki.

## Kolumnada Berniniego
Otacza go portyk Berniniego zbudowany w latach 1656–1667. Olbrzymia, czterorzędowa kolumnada w porządku toskańskim, zwieńczona jest attyką, na której ustawiono posągi 140 świętych. Wśród nich, po lewej stronie, na wysokości fontanny, można znaleźć pomnik św. Jacka Odrowąża, dominikanina. Symbolika kolumnady ma związek z kontrreformacją i można się w niej dopatrywać wyciągniętych rąk Kościoła, pragnących ogarnąć wszystkich.

## Obelisk
Centralne miejsce placu zajmuje jeden z trzynastu egipskich obelisków w Rzymie. Pierwotnie zdobił cyrk Nerona, gdzie został ustawiony na cześć Juliusza Cezara (dlatego nazywano go potocznie „Julia”). Wedle tradycji był świadkiem męczeńskiej śmierci św. Piotra i innych chrześcijan.
Obelisk pochodzi z XIII w. p.n.e., w latach 37–41 sprowadzono go do Rzymu z polecenia cesarza Kaliguli. Sam obelisk w takiej postaci, jak go przywieziono z Egiptu, ważył 487 ton i miał 25,5 m wysokości. W tym celu zbudowano specjalny, jednomasztowy statek o ładowności 2,5 tys. ton, uznany wówczas za cud techniki. Maszt statku był tak gruby, że czterech ludzi ledwo mogło go objąć. Ładunek umieszczono na pokładzie, zaś by zapewnić statkowi stabilność pod pokład, w charakterze balastu, załadowano 60 tys. korców soczewicy. Przy ustawianiu obelisku w cyrku Nerona pracowało 20 tys. ludzi.
„Julia” była jedynym obeliskiem, który nie został zburzony po zdobyciu Rzymu przez Wizygotów w 410 r. W 1586 papież Sykstus V polecił przenieść go na obecne miejsce architektowi Domenico Fontanie. Obelisk opatrzono wtedy inskrypcjami w języku łacińskim:
- od strony wschodniej: ECCE CRUX DOMINI/FVGITE PARTES ADVERSAE/VICIT LEO DE TRIBV JUDA – oto krzyż Pana, uciekajcie nieprzyjaciele, zwyciężył lew z plemienia Judy
- od strony zachodniej: SANTISSIME CRVCI/SIXTUS V PONT MAX/CONSECRAVIT E PRIORE SEDE/ANNVLSVM/ET CAESS AVG TIB/I L ABLATUM/MDLXXXVI – Sykstus V papież, poświęcił Najświętszemu Krzyżowi ten kamień wyrwany ze swojego pierwotnego miejsca posadowienia za panowania cesarzy Augusta i Tyberiusza oraz przeniesiony w roku 1586
- drugi napis u dołu: CHRISTVS VINCIT/CHRISTVS REGNAT/CHRISTVS IMPERAT/CHRISTUS AB OMNI MALO PLEBEM SVAM DEFENDAT – Chrystus zwycięża, Chrystus króluje, Chrystus panuje, Chrystus broni lud swój od wszelkiego zła
- od strony południowej na bazie: SIXTVS V PONT MAX/OBELISCVM VATICANVM/DIS GENTIVM/IMPIO CVLTV DICATVM/AB APOSTOLORVM LIMINA/OPEROSO LABORE/TRANSTVLIT/AN MCLXXXVI PONT II – Sykstus V papież, obelisk watykański pierwotnie poświęcony niegodnemu kultowi bogów pogańskich, przeniósł do grobów apostołów ogromnym nakładem pracy w roku 1586, drugim swojego pontyfikatu
- od strony północnej na bazie: SIXTUS V PONT MAX/CRVCI INVICTAE/OBELISCVM VATICANVM/AB IMPVRA SVPERSTITONIS/EXPIATUM IVSTIVS/ET FELICIVS CONSECRAVIT/AN MDLXXXVI PONT II – Sykstus V papież, poświęcił godniej i szczęśliwiej Niezwyciężonemu Krzyżowi obelisk watykański oczyszczony z bezbożnych zabobonów w roku 1586, drugim swego pontyfikatu

Wraz z podstawą i krzyżem obelisk mierzy obecnie 39,81 m wysokości. Bernini przy projektowaniu placu wykorzystał go jako punkt wskazujący środek owalu. W roku 1675 zaprojektował otaczającą go fontannę.

## Fontanny

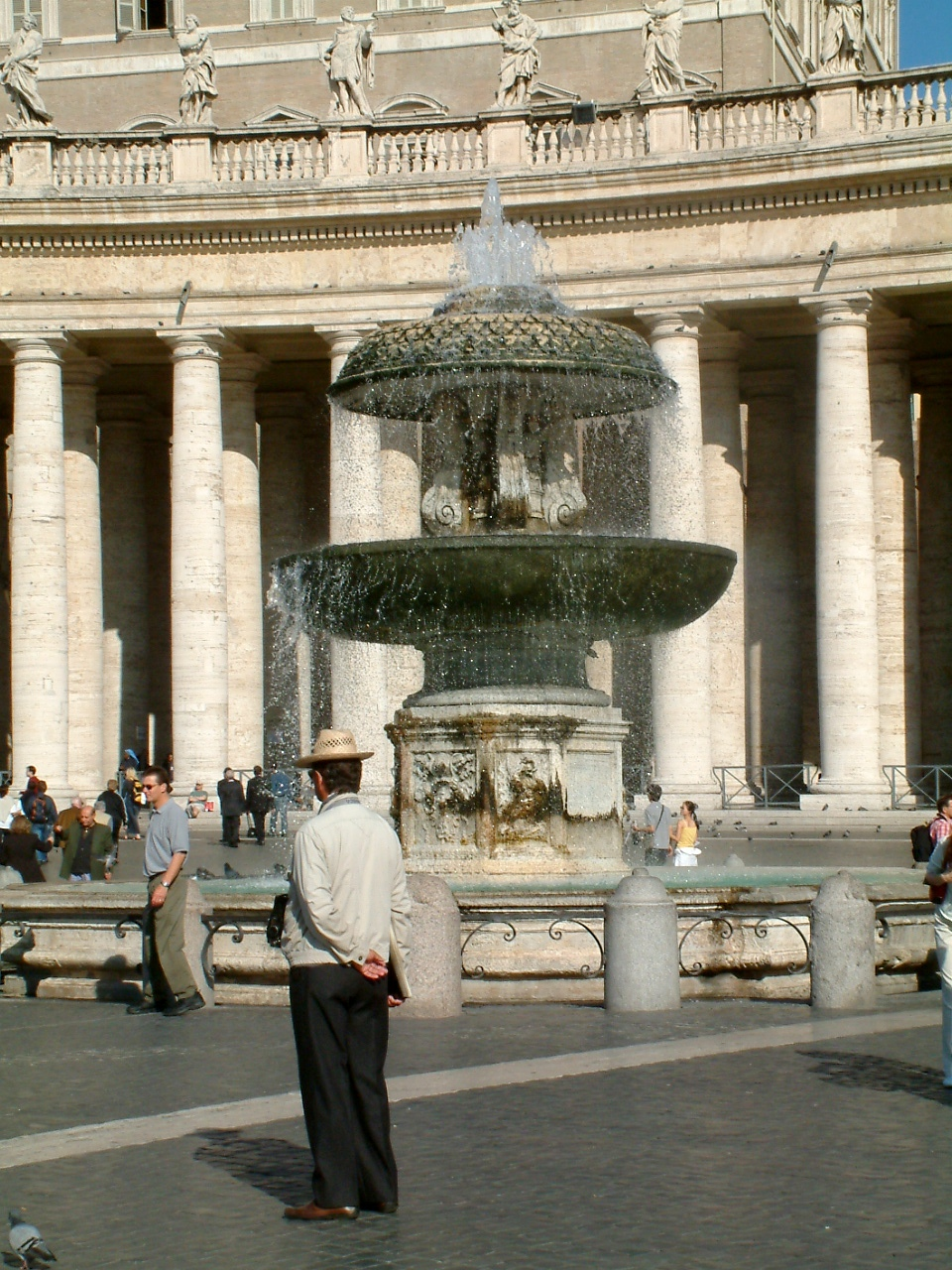
Fontanna Berniniego

Na placu symetryczne ustawiono jeszcze dwie fontanny. Jedna z nich, znajdująca się po prawej stronie placu, jest dziełem Maderny, a druga jest jej wierną kopią (dzieło Fontany). Po lewej stronie, pomiędzy bazyliką a kolumnadą, znajduje się Spiżowa Brama strzeżona przez Gwardię Szwajcarską. W głębi widoczne są Schody Królewskie – Scala Regia – dzieło Berniniego.

## Wizerunek Matki Bożej

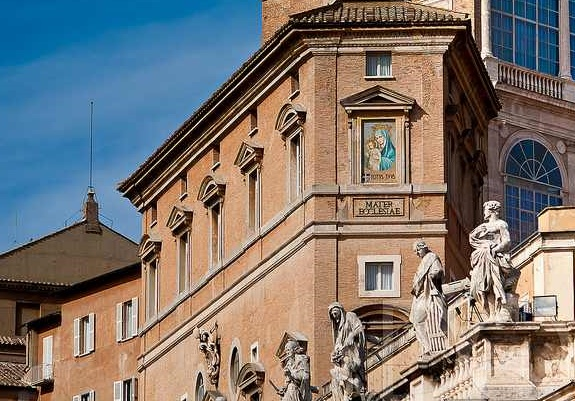
Wizerunek Matki Kościoła

W 1980 podczas spotkania UNIV jeden student spytał Jana Pawła II, czemu na placu brakuje wizerunku Matki Bożej. Papież zgodził się na jego wykonanie. Projekt przedstawili członkowie Opus Dei, wykonał go hiszpański architekt Javier Cotello. 8 grudnia 1981 roku Jan Paweł II poświęcił obraz. Wizerunek znajduje się po prawej stronie od bazyliki św. Piotra.

## Ważne wydarzenia
Plac był świadkiem wielu uroczystości roku kościelnego, beatyfikacji i kanonizacji, co środę odbywają się audiencje generalne. Na tym placu 13 maja 1981 papież Jan Paweł II został postrzelony przez zamachowca.
Największe zgromadzenia na placu:
- inauguracja soboru watykańskiego II – ingres 2540 ojców Soboru do bazyliki Świętego Piotra – 1 października 1962[6]
- publiczne uroczyste posiedzenie kończące sobór watykański II, msza święta celebrowana przez Pawła VI, orędzie Papieża i ojców Soboru oraz odczytanie papieskiego breve In Spiritu Sancto – 8 grudnia 1965[6]
- pogrzeb Jana Pawła II – ok. 300 tys. wiernych[7] – pierwsze sektory zajmowały orszaki przedstawicieli rządów państw z całego świata, poza placem zgromadziło się ponad 4 mln pielgrzymów, głównie z Polski[potrzebny przypis].
- kanonizacja św. Josemarii Escrivy – ok. 500 tys. wiernych
- kanonizacja o. Pio – ok. 300 tys. wiernych
- beatyfikacja Jana Pawła II – ok. 1,5 mln wiernych
- ogłoszenie wyboru Jorge Mario Bergoglio na papieża – ok. 250 tys. wiernych
- kanonizacja Jana XXIII i Jana Pawła II – ok. 800 tys. wiernych.
- pogrzeb emerytowanego papieża Benedykta XVI – ok. 50 tys. wiernych
- pogrzeb papieża Franciszka – 250 tys. wiernych